# 80 Rezerwowa Dywizja Piechoty (Cesarstwo Niemieckie)
80 Rezerwowa Dywizja Piechoty (niem. 80. Reserve-Division)  – związek taktyczny Armii Cesarstwa Niemieckiego. 
W sierpniu 1914 rozwinięto w Niemczech do etatów wojennych istniejące w okresie pokoju związki operacyjne (armie) i związki taktyczne. W tym też miesiącu z rekrutów, rezerwistów i ochotników znajdujących się  w korpuśnych ośrodkach szkoleniowych zorganizowano jednostki rezerwowe.

W składzie XXXX Rezerwowego Korpusu Armijnego została rozwinięta między innymi 80 Rezerwowa Dywizja Piechoty. W I wojnie światowej dywizja walczyła na froncie wschodnim.

## Struktura organizacyjna
Skład w 1914:
- dowództwo dywizji
- 80 Rezerwowa Brygada Piechoty
  - 264 rezerwowy pułk piechoty
  - 265 rezerwowy pułk piechoty
  - 266 rezerwowy pułk piechoty
- 80 rezerwowy oddział kawalerii